# Phragmotheca fuchsii
Phragmotheca fuchsii är en malvaväxtart som beskrevs av Cuatrecasas. Phragmotheca fuchsii ingår i släktet Phragmotheca och familjen malvaväxter. Inga underarter finns listade i Catalogue of Life.